# Braid (ビデオゲーム)
『Braid』（ブレイド）はNumber None, Inc.が開発したアクションパズルゲーム。2008年8月にXbox 360用にリリースされ、その後Windows、OS X、PlayStation 3、Linux用がリリースされた。
2024年5月14日には、HDリマスター版『Braid: アニバーサリーエディション』（Braid, Anniversary Edition）がPC、家庭用ゲーム機、スマートフォン向けに発売された。新たなパズルの追加や、本作を手がけたクリエイターたちによる15時間を超える解説の収録といった新規要素が含まれている。

## 概要
時間を操る能力を持つ主人公をプレイヤーが操作して進む、2Dの横スクロール型プラットフォームアクションパズルゲームである。敵に接触するとミスになる一般的なアクションゲームとは異なり、敵に接触しても接触前の時間に戻すことによりミスをなかったことにできるため、本作にはゲームオーバーの概念が存在しない。
基本操作は移動、ジャンプ、タイムコントロールの3種類のみ。各ワールドに12個ずつパズルのピースが散らばっており、プレイヤーは主人公を操作して、各ワールドに仕掛けられた謎を解きながらパズルのピースを集めていく。
主人公がお姫様を救おうとすること、敵を踏みつけられること、各ワールドの最終地点が城であり「Our princess is in another castle」という全く同じ台詞が現れることなど、本作は『スーパーマリオブラザーズ』から多くの影響を受けている。また、『ドンキーコング』をオマージュしたと思しきデザインのステージも存在する。

## イントロダクション
時間を操る能力を持つスーツ姿の男ティムが、恐ろしいモンスターにさらわれたお姫様を救出するために旅に出る。

## 開発
インディーゲームである本作は、制作開始からXbox Live Arcade（XBLA）での配信が始まるまでにおよそ3年を要した。本作の開発者であるジョナサン・ブロウは、本作の開発に20万ドルかかったことを明かしているが、その費用のほとんどはメインアーティストのデビッド・ヘルマンの賃金と開発中の生活費であるという。
ジョナサン・ブロウは2008年、「大部分においてMicrosoftとの仕事は素晴らしかった」としながらも、XBLAにおける認証プロセスについて、「ユーザーが気にかけない事柄にエネルギーを費やすことになるのでゲームの品質を損なうものだと思う」と述べた。また、2013年には、次作の『The Witness』がまずPlayStation 4で発売される予定であることについて、過去Microsoftとのビジネス上の関係が悪く、Microsoftと再契約を行うのは恐怖心があったがソニーに対しては恐怖心がなかったと語った。

## 評価
2006年のインディペンデント・ゲーム・フェスティバルで本作はInnovation in Game Designを受賞。
第12回Academy of Interactive Arts & Sciencesでは、「Casual Game of the Year」を受賞。
ゲームメディアでは、Xbox 360版に対し、Eurogamerが10/10、IGNが8.8/10、GameSpotが9.5/10、Edgeが9/10という評価を行った。
2009年にジョナサン・ブロウがインタビューで語ったところによれば、本作は2008年のXBLAの売上2位であった。その利益はとても大きく、本作を楽しんでくれるコアな人々がいるとは思っていたが、こんなに長く売上トップ10に留まるとは思っていなかったという。
本作で一躍名を揚げたジョナサン・ブロウは2009年のDevelop Conferenceにおいて「ゲーム開発者にとっての開発業界のヒーロー」投票の10位に入った。
2012年のドキュメンタリー映画『Indie Game: The Movie』では、発売済みのインディーゲームの開発者として、本作に絡めてジョナサン・ブロウが採り上げられた。
また、本作を映画『メメント』のように時間と物語展開を弄ることで受け手に再考を促す「ジャンル解体もの」であるとする見解がある。さらには、本作を『スーパーマリオブラザーズ』を原点として再生産を繰り返している現代のビデオゲームとゲーム産業を批判し脱構築を図ったものであるとする見解もある。映画『エターナル・サンシャイン』との共通性を指摘する評もある。